# Aleksandr Kolotilko
Aleksandr Anatolyevich Kolotilko (en russe : Александр Анатольевич Колотилко) est un footballeur professionnel russe, né le 11 juillet 1979 à Nizhnekamsk (Russie).